# Eupithecia celatisigna
Eupithecia celatisigna es una especie de polilla de la familia Geometridae. La especie fue descrita por primera vez por William Warren habiendo sido descrita en 1900, con distribución en África. El sintipo de la especie fue descrita en los alrededores de Kikuyu, en el sector Roromo.

## Distribución
Eupithecia celatisigna ha sido descrita en Angola, Camerún, Kenia, Sudáfrica, Tanzania y Uganda.

## Descripción
Es una polilla pequeña, con una envergadura de 22 milímetros (0,9 plg). Tiene un parecido a E. subcanipars, que también se ubica en el África austral. E. subcanipars es más pequeña, más oscura, menos canosa proximalmente y los puntos discales son menos desarrollados. Las alas anteriores son de un gris apagado y lúgubre, con marcas muy mal definidas. Las posteriores cuentan con una mancha celular oscura y rastros de una banda posmedia pálida. Ambas alas tienen rastros de una línea posmediana más oscura, marcada en las alas traseras por puntos oscuros en las venas. La cabeza, tórax y abdomen son grises.